# Retrato de joven con una lámpara

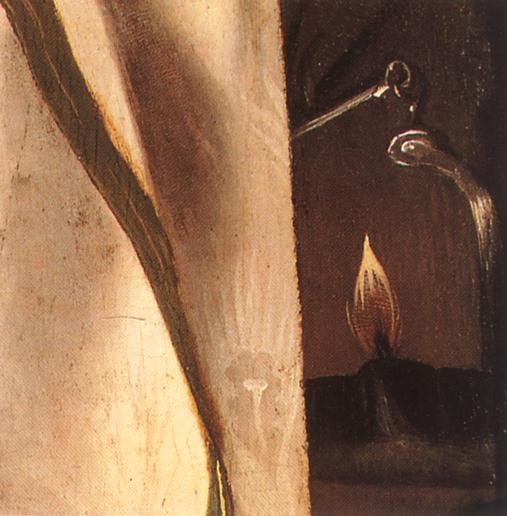
Detalle, la lámpara de aceite y su apagavelas.

El Retrato de joven con una lámpara (en italiano Ritratto di giovane con lucerna) es una pintura al óleo sobre tabla de Lorenzo Lotto, pintada hacia 1506, conservada al Kunsthistorisches Museum de Viena en Austria.

## Historia
La obra es una pintura temprana de su periodo en Treviso. Se encuentra en Viena desde 1816.

## Composición
Se muestra el busto de un joven de tres cuartos orientado a la derecha, mirando al espectador. Se observa una extrema atención a los detalles, como las imperfecciones del cutis, la nariz alargada, o la suavidad del cabello rojizo. El rostro está enmarcado por la ropa y sombrero oscuros, ante una pieza de tela blanca brocada con motivos florales con un borde verde, desvelando más allá de sus pliegues, a la derecha, un muro y en lo alto, una lámpara encendida en la penumbra.

## Análisis
El sujeto sería Broccardo Malchiostro, canciller del obispo Roberto de Rossi, protector del pintor, hipótesis incrementada por un juego de palabras con brocado (broccato) con decoraciones de cardos (cardi), que da «Broccato-cardo» o sea «Broccardo».
La lámpara encendida figuraría simbólicamente la sensatez (Lux in tenebris de san Juan-1,5) y, con su apagavelas, la caducidad y la fragilidad de la vida humana.